# ألجيماينه إس إس
ألجيماينه إس إس (بالإنجليزية: Allgemeine SS)‏ هو الفرع الرئيسي لقوات شوتزشتافل (SS)، وهي شبه العسكرية في ألمانيا النازية، وكان يديرها المكتب الرئيسي SS ( SS-Hauptamt ). تم تأسيس Allgemeine SS رسميًا في خريف عام 1934 لتمييز أعضائها عن SS-Verfügungstruppe (SS Dispositional Forces أو SS-VT)، والتي أصبحت فيما بعد شوتزشتافل، و SS-Totenkopfverbände (وحدات رئيس SS SS) - التلفزيون)، الذي كان مسؤولاً عن معسكرات الاعتقال النازية ومعسكرات الإبادة. ارتكبت تشكيلات قوات الأمن الخاصة العديد من جرائم الحرب ضد المدنيين والعسكريين.
ابتداءً من عام 1939، نشأت وحدات أجنبية تابعة لـ Allgemeine SS في البلدان المحتلة. من عام 1940 تم دمجهم في مديرية (Germanic-SS Leitstelle der germanischen SS). عندما بدأت الحرب لأول مرة، كانت الغالبية العظمى من أعضاء قوات الأمن الخاصة ينتمون لAllgemeine SS، لكن هذه النسبة تغيرت خلال السنوات الأخيرة من الحرب بعد أن فتحت قوات فافن-إس إس العضوية للألمان وغير الألمان.

## السنوات المبكرة
أمر أدولف هتلر في عام 1925 يوليوس شريك بتنظيم تشكيل وحدة حراسة شخصية جديدة، هي Schutzkommando ("قيادة الحماية").  أراد هتلر مجموعة صغيرة من الجنود السابقين الصعبة مثل Schreck، الذين سيكونون موالين له. تضمنت الوحدة أعضاء Stoßtrupp القدامى مثل اميل موريس و Erhard Heiden.   قدمت الوحدة أول ظهور علني لها في 4 أبريل 1925. في نفس العام، تم توسيع Schutzkommando إلى المستوى الوطني. تمت إعادة تسميتها أيضًا على التوالي Sturmstaffel ("سرب العاصفة") ثم أخيرًا شوتزشتافل ("سرب الحماية"؛ SS) في 9 نوفمبر 1925.  تم إخضاع شوتزشتافل إلى كتيبة العاصفة، وبالتالي أصبحت وحدة فرعية من كتيبة العاصفة والحزب النازي.
كانت المهمة الرئيسية لجهاز الأمن الوقائي هي الحماية الشخصية لفوهرر الحزب النازي، أدولف هتلر. في عام 1925، كان لدى قوات الأمن الخاصة 200 عضو نشط فقط وفي عام 1926، أنهت العام بنفس الرقم.   كان هناك 280 عضوًا في عام 1928.  بعد أن استولى هاينريش هيملر على شوتزشتافل في يناير 1929، عمل على فصل شوتزشتافل عن كتيبة العاصفة.  بحلول ديسمبر 1929 ، ارتفع عدد أعضاء قوات الأمن الخاصة إلى 1000.  بدأ هيملر في تطوير وتوسيع شوتزشتافل بشكل منهجي مع متطلبات أكثر صرامة للأعضاء وكذلك تطهير عام لأعضاء شوتزشتافل الذين تم تحديدهم على أنهم سكارى أو مجرمين أو غير مرغوب فيهم للخدمة في شوتزشتافل. كان هدف هيملر النهائي هو تحويل قوات الأمن الخاصة إلى أقوى منظمة في ألمانيا وتكون فرع الحزب الأكثر نفوذاً.  بحلول عام 1930، أقنع هيملر هتلر بإدارة قوات الأمن الخاصة كمنظمة منفصلة، على الرغم من أنها كانت لا تزال تابعة للجيش. 

## مجموع القوى العاملة
في عام 1944، كان تقدير العضوية المعلن لـشوتزشتافل 800،000. كان فافن إس إس ما يقرب من 600000 من هؤلاء الأعضاء في صفوفهم.  نمت فافن إس إس من ثلاثة أفواج إلى أكثر من 38 فرقة خلال الحرب العالمية الثانية، وخدمت إلى جانب هير (الجيش النظامي) لكنها لم تكن جزءًا منها رسميًا.  وبالمقارنة، بحلول نهاية الحرب ، كان لدى ألجيماينه إس إس ما يزيد قليلاً عن 40،000 رجل في صفوفها. 